# Mathias Tantau jun.
Mathias Tantau jun. (* 8. Juli 1912 in Uetersen; † 28. März 2006 ebenda) war ein deutscher Rosenzüchter.

## Leben und Wirken
Mathias Tantau jun. wurde 1912 als Sohn des Rosenzüchters Mathias Tantau in Uetersen geboren. Nach der Schulzeit wurde er später zum Kriegsdienst eingezogen. Nach Ende des Zweiten Weltkrieges kehrte er aus der Gefangenschaft zurück nach Uetersen, um dort 1948 den Rosenzuchtbetrieb seines Vaters (Rosen Tantau) zu übernehmen. Kurz darauf begann er mit der Änderung des Zuchtverfahrens, da der Trend zu großblumigen, leuchtenden und langstieligen Rosen ging. Eine seiner neuen Züchtungen war die  Konrad Adenauer Rose.
Im Jahr 1960 brachte Mathias Tantau jun. einen seiner größten Erfolge auf den Markt, die lachs-orangefarbene Super Star. Es folgten weitere Sorten, wie Duftwolke und die Floribundarose, die beide 1963 auf den Markt kamen.
Inzwischen war der Betrieb auf rund 70 Mitarbeiter angewachsen, die jährlich drei Millionen Rosenpflanzen produzierten. Die Gewächshausfläche betrug ca. 2500 m². Mathias Tantau junior gewann einige internationale Preise für seine Rosenzüchtungen. Für seine Verdienste um die Rose wurde er später mit der Georg-Arends-Gedächtnismedaille ausgezeichnet.
1985 verkaufte er den Rosenzuchtbetrieb an einen seiner Angestellten und setzte sich einige Jahre später zur Ruhe. Mathias Tantau jun. verstarb am 28. März 2006 in Uetersen.

## Rosenzüchtungen von Mathias Tantau jun.
| Sorte              | Wuchsform   | Farbe               | Jahr | ADR-Anerkennung | Bemerkung                      | Foto |
| ------------------ | ----------- | ------------------- | ---- | --------------- | ------------------------------ | ---- |
| Konrad Adenauer    |             | blutrot             | 1954 |                 |                                |      |
| Halali             |             |                     | 1956 |                 |                                |      |
| Friedrich Heyer    |             |                     | 1956 |                 |                                |      |
| Paprika            |             |                     | 1958 |                 |                                |      |
| Vaterland          |             |                     | 1959 |                 |                                |      |
| Super Star         |             | zinnoberrot         | 1960 |                 |                                |      |
| Duftwolke          | Beetrose    | korallenrot         | 1963 | 1964            | Weltrose 1981                  |      |
| Floribundarose     |             |                     | 1963 |                 |                                |      |
| Mainzer Fastnacht  | Edelrose    | lila                | 1964 | 1964            |                                |      |
| Pariser Charme     | Edelrose    | lachsrosa           | 1964 | 1966            |                                |      |
| Whisky             |             | bernsteinfarben     | 1967 |                 |                                |      |
| Erotika            | Edelrose    | blutrot             | 1968 | 1969            |                                |      |
| Herzog von Windsor | Edelrose    | lachsrosa           | 1969 | 1970            |                                |      |
| Landora            | Edelrose    | leuchtend gelb      | 1970 |                 |                                |      |
| Rebecce            |             | gelb, innen hellrot | 1970 | 1972            |                                |      |
| Piroschka          |             |                     | 1972 |                 |                                |      |
| Montana            | Beetrose    | schweizerrot        | 1974 | 1974            | Prädikat entzogen              |      |
| Mildred Scheel     | Edelrose    | dunkelpupur         | 1976 | 1978            | Prädikat entzogen              |      |
| Lawinia            | Kletterrose | reinrosa            | 1980 |                 |                                |      |
| Lady Like          | Edelrose    | dunkelrosa          | 1982 |                 |                                |      |
| Polarstern         | Edelrose    | weiß                | 1982 |                 |                                |      |
| Wimi               | Edelrose    | silbrig-rosa        | 1982 |                 | benannt nach Willy Millowitsch |      |
| Camp David         |             | tiefrot             | 1984 |                 |                                |      |
| Romanze            | Strauchrose | pinkrosa            | 1984 | 1986            | Prädikat entzogen              |      |